# Cantone di Le Lude
Il Cantone di Le Lude è una divisione amministrativa dell'arrondissement di La Flèche.
A seguito della riforma complessiva dei cantoni del 2014 è passato da 9 a 23 comuni.

## Composizione
Prima della riforma del 2014 comprendeva i comuni di:
- La Bruère-sur-Loir
- La Chapelle-aux-Choux
- Chenu
- Dissé-sous-le-Lude
- Luché-Pringé
- Le Lude
- Saint-Germain-d'Arcé
- Savigné-sous-le-Lude
- Thorée-les-Pins

Dal 2015 comprende i comuni di:
- Aubigné-Racan
- La Bruère-sur-Loir
- Cérans-Foulletourte
- La Chapelle-aux-Choux
- Château-l'Hermitage
- Chenu
- Coulongé
- Dissé-sous-le-Lude
- La Fontaine-Saint-Martin
- Luché-Pringé
- Le Lude
- Mansigné
- Mayet
- Oizé
- Pontvallain
- Requeil
- Saint-Germain-d'Arcé
- Saint-Jean-de-la-Motte
- Sarcé
- Savigné-sous-le-Lude
- Vaas
- Verneil-le-Chétif
- Yvré-le-Pôlin